# Common Data Format
Das Common Data Format (CDF) ist ein von der NASA entwickeltes, plattformunabhängiges, selbstbeschreibendes Datenformat zum Abspeichern von multidimensionalen Datensätzen.